# 고켄 천황
고켄 천황(孝謙天皇, 718년 ~ 770년 음력 8월 4일)은 일본의 제46대 천황(재위: 749년 음력 7월 2일 ~ 758년 음력 8월 1일)이다.
아버지는 쇼무 천황, 어머니는 후지와라 집안 출신으로는 최초로 황후가 된 고묘 황후이다. 일본 역사상 여섯 번째 여성 천황으로 덴무계(天武系) 마지막 천황이기도 하다. 즉위하기 전의 이름은 아베 내친왕(阿倍內親王)으로, 생전에 보자칭덕효겸황제(寶字稱德孝謙皇帝)라는 존호를 받았으며, 《속일본기》에는 고야천황(高野天皇) 또는 야마토네코노스메라미코토(倭根子天皇)이라 불린 것도 있다.
제47대 천황인 준닌 천황이 폐위된 뒤 제48대 쇼토쿠 천황(稱德天皇)으로 다시 즉위하였다.(재위: 764년 11월 6일 ~ 770년 8월 28일). 이 천황 이후 에도 시대 초기에 제109대 메이쇼 천황이 즉위할 때까지 일본에서는 850여년 동안 여자 천황이 즉위하지 않았다.

## 약력

### 역사상 최초의 여성 황태자
쇼무 천황과 고묘 황후 사이에는 황자가 없었다. 유일한 아들이었던 모토이왕(基王)도 요절하면서 슬하의 자식이라고는 딸인 아베 내친왕이 있을 뿐이었고, 후궁인 아가타노이누카이노 히로토지(県犬養広刀自) 사이에 아사카(安積) 친왕이 있었지만 후견 세력이 없었으므로 즉위할 가망은 없었다. 마침내 덴표 10년(738년) 1월 13일(양력 2월 6일)에 아베 내친왕이 일본 역사상 전무후무한 '여성 황태자'로 책봉되었다. 덴표 14년(738년) 5월 5일에는 겐메이(元明) 상황 앞에서 오절무(五節舞)를 추어보였다는 기록이 있으며, 덴표 17년(744년)에 아사카 친왕이 죽은 뒤 쇼무 천황의 유일한 자식으로 남게 되었다. 그러던 중 갑자기 쇼무 천황이 쓰러져 중태에 빠졌을 때, 다치바나노 나라마로(橘奈良麻呂)가 "황사(皇嗣)가 서있지 않다"며 키부미왕(黃文王)을 옹립하려는 움직임을 보이고 있었다. 당시 여제는 모두 독신(미혼이나 미망인)이었던 데다 아베 내친왕이 즉위한다 해도 다음 황위를 누가 이을 것인가에 대한 전망도 서지 않았고, 그녀를 대신할 다른 천황 후보를 요구하는 움직임이 그녀가 붕어한 뒤에까지 계속되었다.

### 즉위 초기의 치세
덴표쇼호(天平勝寶) 원년(749년) 7월에 아버지 쇼무 천황의 양위로 즉위했다. 치세 초기에는 고묘 황태후의 후견을 받았는데, 황태후를 위해 시비츄다이(紫微中臺)가 설치되고 그 장관으로 태후의 조카 후지와라노 나카마로(藤原仲麻呂)를 임명하면서 나카마로의 세력은 급속히 확대된다. 덴표쇼호 8년(756년) 5월 2일에 아버지 쇼무 태상천황이 붕어하면서, 니이타베(新田部) 친왕의 아들 후나도왕(道祖王)을 황태자로 삼으라는 유조를 남겼지만, 이듬해(757년) 3월, 여제는 후나도왕의 행실이 황태자로서 어울리지 않는다 하여 후나도왕을 폐하고, 대신 도네리(舍人) 친왕의 아들로 나카마로의 후원을 받고 있던 오오이왕(大炊王)을 새로운 황태자로 삼았다. 여기에는 여제와 나카마로의 의향이 작용한 것으로 여겨지고 있다. 나날이 강해지는 나카마로의 권세에 다급해진 다치바나노 나라마로나 오오토모노 고마로(大伴古麻呂) 등은 여제를 폐하고 새로운 천황을 옹립하려는 쿠데타를 계획했다.

#### 다치바나노 나라로난
6월 28일(양력 7월 22일)에 황족 야마베왕(山背王)으로부터 "나라마로가 군사를 거느리고 나카마로를 제거하려 한다"는 밀고가 여제에게 들어왔지만, 여제는 나흘 뒤인 7월 2일(양력 7월 26일), 태후와의 공동성명으로 "모반 소문이 돌고 있지만, 모두 모반심을 품지 말고 조정을 따르도록 하라."는 조칙을 내렸을 뿐인데, 그 날 밤 후지와라노 나카마로에게 중위부사인 카미츠미치노 아야타로(上道斐太郞)가 찾아와, "전임 비젠노카미인 오노노 아즈마히토(小野東人)로부터 모반에 가담해줄 것을 부탁받았다"는 밀고가 들어왔고, 나카마로는 중위부 군사를 움직여 후나도왕의 저택을 포위하고 아즈마히토 등을 잡아 좌위사부에 가두었다.
다음날 후지와라노 도요나리와 주나곤 후지와라노 나가테 등에 의해 아즈마히토 등에 대한 심문이 이루어졌는데, 이때까지 여제는 "모반 계획이 있다는 보고를 받았으나 짐은 믿지 않는다"는 선명을 내리고 있었지만, 바로 그날 아즈마히토는 여태껏 모반 혐의를 부정하던 태도를 바꾸어 모반 계획이라는 것을 후지와라노 나가테에게 털어놓았다. 그가 털어놓은 모반 계획이란 다치바나노 나라마로와 오오토모노 고마로, 아스카베왕ㆍ기부미왕 등이 함께 군사를 출발시켜, 나카마로의 저택을 덮쳐 그와 오오이왕을 제거한 다음 태후에게서 역령(驛鈴)과 옥새를 빼앗아, 고다이진 후지와라노 도요나리를 받들고 천하에 격문을 띄워 여제를 폐위한 뒤 덴무계 황족들 가운데서 새로 천황을 추대한다는 것이었다.
아즈마히토의 진술에 따라 7월 4일(양력 7월 28일)부터, 다치바나노 나라마로를 비롯해 황족인 후나도왕과 기부미왕과, 오오토모노 고마로ㆍ타지히노 코시카이(多冶比犢養)ㆍ가모노 쓰노타리(賀茂角足) 등 이름이 거명된 자들이 잡혀들어왔고, 전원은 몽둥이로 온몸을 몇 차례나 두들겨 맞는 등 혹독한 고문 끝에 전원이 모반 사실을 인정했으며, 후나도왕이나 기부미왕, 고마로와 아즈마히토, 코시카이, 쓰노타리 등은 고문 후유증으로 모두 같은 날 차례대로 숨을 거두었다. 나라마로도 이 와중에 죽었으며, 살아남은 아스카베왕과 오오토모노 고자비는 도사로 유배되었다가 사면되고 시오야키왕은 직접 관여한 증거가 없다는 이유로 황적을 박탈하고 신적강하시키는 것으로 죄를 묻지 않았다. 마타나리 역시 붙들려와서 나라마로로부터 들었다는 모반계획의 전말을 자백한 뒤 스스로 목숨을 끊는 등, 사건에 연루되어 형을 받은 관인은 443인에 달했다(다치바나노 나라마로의 변). 나가테를 시켜 관련자들에 대한 가혹한 심문과 고문을 자행했던 후지와라노 도요나리도 아들 오토쓰구(乙繼)와 함께 사건에 관련되었다는 이유로 다자이노곤노소치(大宰員外帥)로 좌천당했다. 자신의 정적을 모조리 제거하는데 성공한 나카마로의 권세는 더욱 강해졌다.

### 상황으로서의 시대
덴표호지(天平寶字) 2년(758년) 8월 1일에 고켄 여제는 병든 고묘 황태후를 모시기 위해 오오이왕에게 양위하고 물러났다. 이 날 여제에게는 '寶字稱德孝謙皇帝', 고묘 황태후에게는 천평응진인정황태후(天平應眞仁正皇太后)란 존호가 내려졌다. 나카마로도 '후지와라노 에미노 아손(藤原惠美朝臣)'이라는 카바네(姓)와 '오시카쓰(押勝)'라는 이름이 주어지면서 '후지와라노 에미노 오시카쓰'라 칭하게 되었고, 나카마로는 주요 관청 및 관직의 이름을 당풍으로 바꾸는 등 더욱 권세를 떨치게 되었다.
여제는 양위한 뒤에도 덴표호지라는 연호를 바꾸는 것을 끝내 거절했고, 준닌 천황의 생부(도네리 친왕)와 생모에게 천황이나 황후 추봉을 하는 것도 반대했다. 덴표호지 3년(759년), 고묘 황태후가 천황의 친아버지인 도네리 친왕에게 존호를 줄 것을 제안했는데, 이를 상담하러 온 천황에게 고켄 상황은 황태후에 대해 사퇴를 아뢰도록 하라고 조언하였지만, 결국 황태후의 거듭된 설득으로 도네리 친왕에게 '숭도진경황제(崇道尽敬皇帝)'라는 존호를 주게 되었고 이는 여제의 영향력의 크기가 어느 정도인지를 분명히 보여주었다.
덴표호지 4년(760년) 7월 16일에 고묘 황태후가 붕어하면서, 상황과 나카마로, 천황의 관계는 미묘한 것이 되었다. 8월에 고켄 상황과 천황은 오하리다노미야(小治田宮)로 옮겼다가 덴표호지 5년(761년)에는 호라노미야(保良宮)로 옮겼다. 여기서 병을 얻게 된 상황은 그 간병을 맡았던 유게씨 출신의 승려 도쿄(道鏡)를 총애하게 되었다. 덴표호지 6년(762년) 5월 23일(양력 6월 23일)에 천황은 헤이조쿄로 돌아갔지만, 상황은 헤이조쿄에 돌아가지 않고 법화사(法華寺)에 머물렀다. 이 시점에서 "고야천황과 미카도(帝) 사이에 틈이 생겼다"고 《속일본기》가 말한 고켄 상황과 천황ㆍ나카마로의 불화가 표면으로 떠올랐다. 6월 3일에 상황은 5위 이상의 관인을 불러 천황의 불효를 말하며 자신은 불문에 들어 별거할 것을 표명하고, 나아가 "천황은 항례의 제사 같은 사소한 일이나 맡으라. 국가의 대사와 상벌은 짐이 맡을 것이다."라고 선언해버렸다. 이 불화의 원인은 도쿄를 배제하려는 천황과 나카마로의 움직임, 자신이 쇼무 천황의 적자이자 황통의 정통 계승자라는 의식을 갖고 있던 고켄 상황이 천황에게 불만을 품게 된 것 등이 거론된다. 이러한 대립은 덴표호지 7년(763년)부터 8년(764년)까지 도쿄나 기비노 마키비 등의 상황파가 요직을 맡고 나카마로의 아들들은 군사요직을 차지하는 등 상황과 천황ㆍ나카마로의 세력 다툼은 보이지 않는 곳에서 계속되고 있었다.

### 후지와라노 나카마로의 난
덴표호지 8년(764년) 9월 11일, 나카마로의 군사 동향을 파악한 상황은 야마무라왕(山村王)을 시켜 천황이 가지고 있던 군사 지휘권의 상징인 영인(鈴印)을 회수하게 했다. 이를 탈환하려는 나카마로 측과의 충돌이 벌어졌으나 결국 영인은 상황의 손에 넘어가고 나카마로는 조적(朝敵)으로 몰리게 되었다. 나카마로는 태정관인(太政官印)을 탈취해 오미 국으로 도주했지만, 9월 13일에 살해되었다.
나카마로가 패사하였다는 통지가 도착한 9월 14일에는 앞서 나카마로에 의해 좌천되었던 후지와라노 도요나리(藤原豊成)를 우대신(右大臣)으로 삼고, 6일 뒤인 20일에는 도쿄를 대신선사(大臣禪師)로 삼는 한편, 22일에는 나카마로가 당풍으로 바꾸었던 관직과 관청의 이름을 모두 예전의 것으로 되돌리고, 10월 9일에는 천황을 폐하여 오오이 친왕으로 삼았다가 아와지노기미(淡路公)에 봉하여 유배해버렸다. 이로써 천황은 폐위되었다.

### 복위한 뒤의 치세
천황의 폐위로 상황은 사실상 복위했다. 후세에는 고켄 상황이 중조(重祚)한 이후로는 쇼토쿠 천황으로 불린다. 이후 쇼토쿠 여제와 도쿄에 의한 정권 운영이 6년에 걸쳐서 계속되지만, 황태자는 적격인 인물이 나타날 때까지 결정하지 않는 것으로 했다.
덴표진고(天平神護) 원년(765년)에는 전국적인 기근이나 카즈키왕(和氣王)의 모반 사건이 일어나는 등 복위 뒤의 정황은 불안정했다. 10월에 쇼토쿠 여제는 도쿄의 고향인 가와치(河內)의 유게데라(弓削寺)에 행차했다. 이 행차 중에 도쿄를 태정대신선사(太政大臣禪師)로 임명하고 본래 신하에게는 행하지 않던 군신의 배하를 도쿄에게 하도록 명했다. 또한 이 때의 행궁을 증축해 유이노미야(由義宮)을 지었다. 한편으로 거의 같은 시기에 아와지에 유배되어 있던 폐제가 갑작스럽게 변사한다. 11월에는 본래 천황 즉위와 함께 행해지는 대상회(大嘗會)를 실시했는데, 예전에는 참가하지 않던 승려에게도 출석하게 허락하는 등 이례적인 것이었다(다만 즉위식은 행해지지 않았다). 또힌 이 해에는 선대 쇼무 천황이 제정했던 간전영년사재법(墾田永年私財法)에 따라 개간이 과열된 것에 대해 지샤를 제외한 일체의 간전 사유를 금지하고 있다.
덴표쇼호 2년(766년) 10월에는 해룡왕사(海龍王寺)에서 불사리가 출현한 일을 계기로 도쿄를 법왕(法王)으로 삼았다. 도쿄 아래에는 법신(法臣)ㆍ법참의(法参議) 같은 승려 대신들이 두어지고, 도쿄의 동생인 유게노 기요히토(弓削浄人)가 주나곤이 되는 등 도쿄의 세력이 확충되었다. 한편으로 태정관의 수석은 좌대신(左大臣) 후지와라노 나가테(藤原永手)였지만 기비노 마키비(吉備眞備)를 우대신으로 발탁하는 등 이례적인 인사임명이 예사로 이루어졌다. 이렇게 쇼토쿠 여제와 도쿄 법왕의 양두체제가 확립되었다.
쇼토쿠 여제는 수시로 대사(大寺)에 행차했는데, 사이다이지(西大寺)의 증축이나 사이류지(西隆寺)의 축조, 탑 백만 개 제작을 실시하는 등 불교를 중시하는 정책을 추진했다. 한편으로 신사에 대한 보호 정책도 두터웠지만, 이세 신궁이나 우사 하치만구 경내에 진구지(神宮寺)를 짓는 등 신불습합이 더욱 진행되었다.또한 신사의 위계인 신계(神階) 제도도 시행하였다.
《속일본기》는 정치와 형벌이 어려웠고 사소한 일로 극형에 처하거나 멀리 유배보내기도 했다고 혹평하고 있다. 진고케이운(神護景雲) 원년 음력 7월 10일, 여제는 일찍이 오시카츠가 총책임을 맡아보던 시비츄다이를 모방한 독자적인 군사 조직으로서 상설직 영외관인 나이쥬쇼(内豎省)를 설치했는데, 《속일본기》는 장관격인 경(卿) 밑에 대보(大輔)ㆍ소보(少輔) 각 한 명, 대승(大丞)ㆍ소승(少丞) 각 두 명, 대록(大錄) 한 명에 소록(少錄)이 세 명이라 기록했다. 나이쥬쇼의 최고 장관으로는 도쿄의 친아우인 유게노 기요히토가 임명되고, 대보와 소보에는 각각 종4위상 좌위사독이던 후지와라노 고레키미(藤原是公)와 종5위하 우위사독 후지와라 유우의(藤原雄依)가 겸임했다. 나이츄쇼는 군사 기관으로서 구상되어 태정관을 거점으로 정권과 잠재적인 경쟁 관계에 있는 후지와라씨 주류나 황친 세력에 대항할 정치ㆍ군사력을 보관 유지하기 위해서 조직된 기관으로, 이곳의 요인들은 정권의 핵심을 담당하는 사람들이자 궁정의 군사 조직인 위부(衛府)를 지휘했다. 또한 여제와 도쿄의 정권 중추를 지지하는 경제 기관으로서 쵸쿠시쇼(勅旨省)도 설치되었다.
진고케이운 3년(769년) 5월에는 이복 여동생 후와(不破) 내친왕과 히카미노 시케시마로(氷上志計志麻呂)가 천황을 저주했다는 혐의로 그 이름을 강제로 고친 다음 유배하였는데, 이때 또다른 이복 여동생 이노우에(井上) 내친왕을 아내로 삼았던 주나곤 시라카베왕(白壁王, 훗날의 고닌 천황)은 여제의 질시를 경계하여 일부러 술에 빠진 모습으로 난을 피하려 했다고 한다.

#### 우사하치만구 신탁 사건

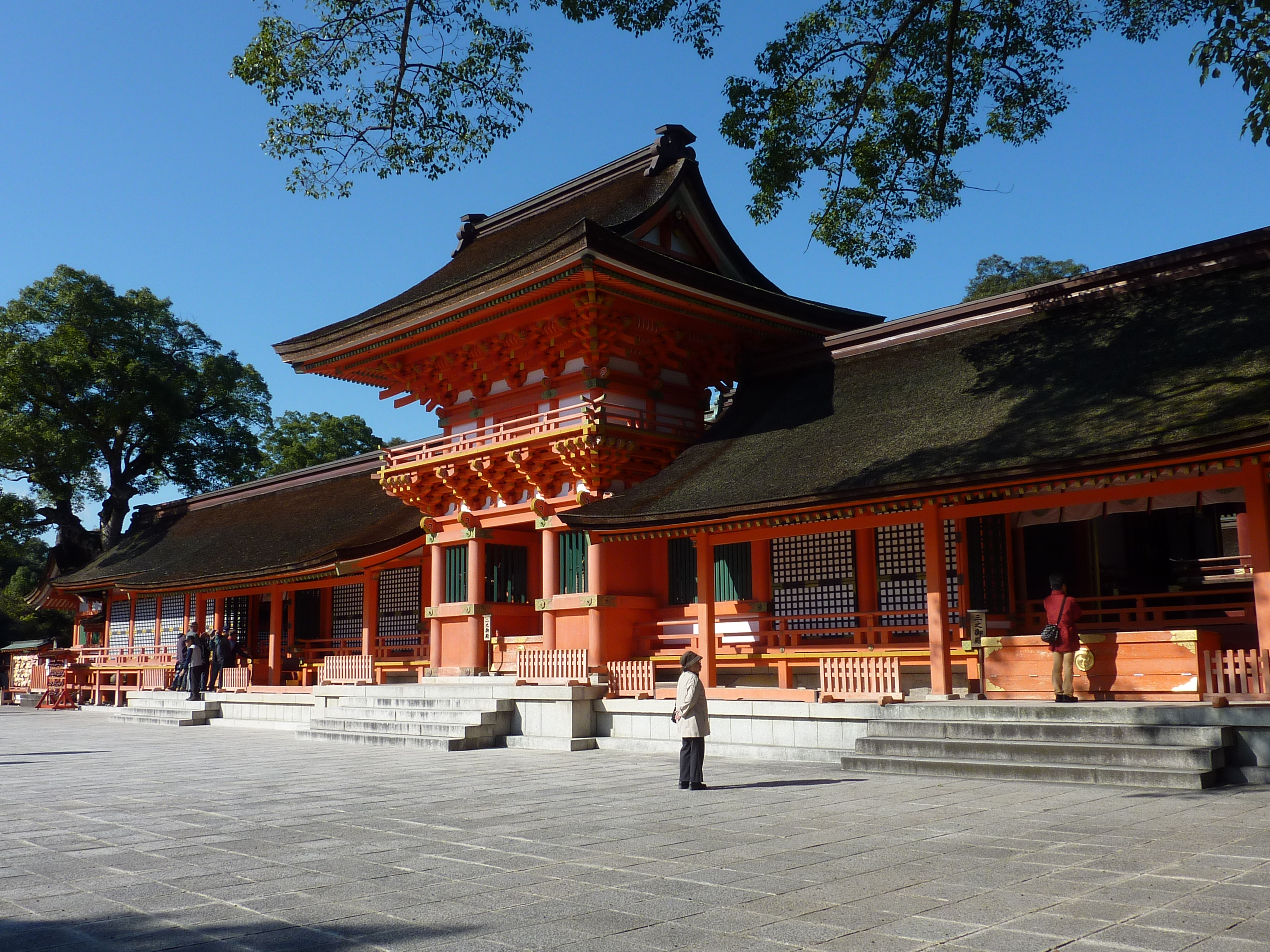
우사 신궁 남문

한편 이 무렵, 다자이후의 책임자였던 유게노 키요히토와 칸즈카사(主神) 나카토미노 스게노 아소마로(中臣習宜阿曾麻呂)가 "도쿄를 황위에 앉히면 천하가 태평해질 것이다"라는 우사 하치만구의 신탁을 알렸다. 이를 확인하기 위해 우사하치만의 법균(法均) 와케노 히로무시(和氣廣蟲)의 남동생인 기요마로(淸麻呂)가 칙사로서 우사하치만구에 보내졌는데, 8월에 우사하치만구에 참배하고 보물을 바친 뒤 선명의 문장을 읽으려는 기요마로 앞에, 신이 신관 카라시마노 스구리요소메(辛嶋勝與曾女)에게 내려 선명을 선포하기를 거부했다고 한다. 이에 의심을 품은 기요마로는 재차 스구리요소메에게 선명을 청했고, 스구리요소메가 다시 신에게 현신을 청하자 키가 석 장(대략 9m)이나 되는 승려의 모습을 한 하치만신이 기요마로 앞에 모습을 드러내어 재차 선명을 내리기를 거절했고, 기요마로는 이를 "하늘로부터 이어진 천황가의 자리는 반드시 미카도의 일족에게만 잇게 하라는 계시다!"라는 대신의 신탁을 갖고 돌아가 아뢴 다음 "앞서의 신탁은 허위"라고 복명했다. 노한 쇼토쿠 여제와 도쿄는 기요마로의 이름을 강제로 고치게 한 다음 이나바노곤노스케(因幡員外介)로서 좌천시켰다가 다시 이름을 '와케베노 케가레마로(別部穢麻呂)'로 강제로 바꾸게 한 뒤 오스미(大隅) 국에 유배해버렸다(우사하치만구 신탁사건). 비구니였던 기요마로의 누나 히로무시도 강제로 환속당하고 '와케베노 히로무시메(別部廣虫賣)'라고 이름이 고쳐진 채 빈고(備後)로 유배되었다.
10월 1일에 여제는 조를 내려 멋대로 황위를 구하려 하지 말 것이며, 차기 계승자는 여제 자신이 결정할 것임을 재차 표명했다. 그리고 10월부터 11월까지 한 달에 걸쳐 유이노미야에 행차해, 그 땅을 서경(西京)으로 삼는다는 취지를 선언했다.

### 죽음과 사후 승계
이듬해(770년) 2월에 여제는 다시 유의궁에 행차했지만, 3월 중에 병을 얻어 눕게 된다. 이 때 간병을 위해 옆을 드나든 것은 궁인(宮人)의 기비노 유리(吉備由利) 뿐이었고 도쿄는 여제가 붕어하기 전까지 만날 수 없었다. 도쿄의 권력은 금세 쇠약해졌고 군사 지휘권은 후지와라노 나가테나 기비노 마키비 등 태정관에 빼앗긴다. 8월 4일, 쇼토쿠 여제는 헤이조쿄 서궁의 침전에서 숨을 거둔다. 여제의 나이 52세, 사인은 천연두로 알려졌다. 병 회복을 바라는 기도를 했다는 사료가 없다는 점을 들어 의료행위를 하지 않고 의도적으로 죽게 내버려 두었다는 주장도 있으며, 나아가 암살설까지 나오기도 했다.
쇼토쿠 여제는 평생 독신으로 살며 자식이 없었다. 여제 사후 군신이 모여 후사를 의논하였는데, 기비노 마키비는 덴무 천황의 손자로서 신적강하된 훈야노 오오치(文室大市)나 훈야노 기요미(文室浄三)를 후보로 내세웠지만, 후지와라노 나가테나 후지와라노 스쿠나마로(藤原宿奈麻呂)ㆍ후지와라노 모모카와(藤原百川)는 주나곤 시라카베왕을 추천했다. 자신의 주장을 고집하는 마키비에게 나가테 등은 시라카베왕을 후사로 지명한 쇼토쿠 여제의 유조를 읽어보였고 때문에 시라카베왕이 즉위했지만, 오늘날 이 유조는 위조된 것으로 보고 있다. 곧 도쿄는 실각하여 시모쓰케(下野) 국 야쿠시사 별당에 좌천되고 기요히토도 도사(土佐)로 유배되었으며, 간전 사유도 호키(寶龜) 3년(772년)에 재개되었다.

## 한국과의 관계
도다이사의 대불개안이 있기 전인 윤3월에, 신라의 왕자를 자처한 한아찬(韓阿飡) 관등의 김태렴(金泰廉)이라는 자와 공조사(貢調使) 김훤(金暄), 왕자를 모시는 김필언(金弼言) 등 7백여 명의 신라인들이 일곱 척의 배를 타고 와서 다자이후에 정박하였다. 이들은 6월 14일에 수도로 들어와서 신라왕의 사명(使命)을 받들고 왔다고 알리면서 인사를 올리고 예물을 올렸는데, "하늘 아래 모든 땅이 천황의 땅이 아닌 것 없고, 하늘 아래 모든 백성이 천황의 백성이 아닌 자가 없습니다." 라며 절하는 김태렴 일행에게 일본 조정은 사흘 뒤인 17일에 이들을 조당(朝堂)으로 초청해 잔치를 열어주었다. 여기서 여제는 "신라는 먼 옛날부터 대일본국에 조공을 바쳐 왔는데, 전왕인 승경(承慶, 효성왕) 때 신라의 대부(大夫)인 김사공(金思恭) 등의 언행이 태만하여 예를 잃었으므로, 짐이 따로 사신을 보내 죄를 묻고자 하다가 지금 새로 신라왕이 된 헌영(軒英, 경덕왕)이 그 잘못을 알고 왕자를 보내어 예를 닦으니, 앞으로는 국왕이 친히 못 오겠거든 반드시 표문을 가지고 오도록 하라."고 말했다. 김태렴 등은 6월 22일에 다이안사(大安寺)와 도다이사에 나아가 예불을 드리기도 했으며, 24일에는 나니와관(難波館)에 머무르면서 사신을 보내 일본 조정에 예물과 술을 보냈다. 이듬해인 753년에 여제는 오노노 다모리(小野田守)를 신라에 사신으로 파견했지만, 경덕왕이 오노노 다모리를 만나주지도 않는 바람에 돌아와야 했다고 한다. 이 사건은 일본에 대한 신라의 태도, 신라의 일본관(觀)이 어떤 것이었는가를 보여주는 하나의 사건으로 꼽힌다. 김태렴이 스스로 신라왕의 아들이라고 자처한 것과는 달리 경덕왕에게는 원래 왕자가 없었으며, 김태렴은 거짓으로 신라 왕자니 대아찬이니 하는 관등을 사칭하여 일본 땅에 와서 그들이 가지고 온 물건을 팔려는 데에 목적이 있었고 일본 조정은 이러한 김태렴의 거짓말에 속아넘어갔다는 것이다.
한편 《속일본기》에 따르면 일본 사신 오오토모노 고마로(大伴古麻呂)는 753년 정월에 당나라 조정에서 열린 조하식전에서 여러 나라의 사신들과 함께 당나라 현종을 만났는데, 이때 고마로의 자리는 토번(티베트) 사신과 함께 서반 제2석에 있었고, 신라 사신은 대식국(페르시아) 사신과 함께 동반의 제1석에 있었다. 고마로는 일본보다 상석에 신라가 위치한 것을 보고 신라는 예로부터 일본의 조공국이라며 시정을 요구하며 항의하였다. 이에 장군 오회실이 고마로의 눈치를 보며 신라 사신과 일본 사신의 자리를 서로 바꾸게 했다고 한다. 하지만 이 사건은 《속일본기》 이외에 중국과 한국의 사료에는 기록되어 있지 않다. 그리고 이 해에 신라 사신은 조하식전에 참석하지 않았으며, 대식국과 토번은 입당하지 않았다. 결국 고마로 기사는 《속일본기》의 편찬자에 의하여 조작되어거나 윤색된 것으로 추정된다.

## 같이 보기
- 일본 천황